# Topola (općina)
Topola (općina) (ćirilično: Општина Топола) je općina u Šumadijskom okrugu u Središnjoj Srbiji. Središte općine je grad Topola. 
U općini se nalazi 25 osnovnih škola s 2.091 učenikom i 2 srednje škole sa 
573 učenika. (2005.).

## Zemljopis
Općina se prostire na 356 km², (od čega je poljoprivredna površina 27835 ha, a šumska 5306 ha).

## Stanovništvo
Prema popisu stanovništva iz 2002. godine u općini živi 25.292 stanovnika, raspoređenih u 31 naselja.
Prirodni priraštaj iznosi -6,5 ‰.

### Naselja
Belosavci • Blaznava • Božurnja • Vinča • Vojkovci • Gornja Trnava • Gornja Šatornja • Gorovič • Guriševci • Donja Trešnjevica • Donja Trnava • Donja Šatornja • Žabare • Zagorica • Jarmenovci • Jelenac • Junkovac • Kloka • Krćevac • Lipovac • Manojlovci • Maskar • Natalinci • Ovsište • Pavlovac • Plaskovac • Rajkovac • Svetlić • Topola (varošica) • Topola (selo) • Šume